# گونسا
گونسا (به ایتالیایی: Gonnesa) یک کومونه در ایتالیا است که در استان کاربونیا-ایگلسیاس واقع شده‌است.

## خصوصیات
گونسا ۴۷٫۵ کیلومترمربع مساحت و ۵٬۱۴۹ نفر جمعیت دارد و ۴۰ متر بالاتر از سطح دریا واقع شده‌است.

## خواهرخوانده
شهر Collio خواهرخواندهٔ گونسا هست.